# Varanosaurus
Il varanosauro (gen. Varanosaurus) è un tetrapode fossile vissuto nel Permiano inferiore in Nordamerica.

## Descrizione
Il suo aspetto doveva essere molto simile a quello di un varano (come suggerisce il nome) lungo circa 1,5 metri, ma il cranio sinapsideo hanno portato i paleontologi a considerarlo un membro primitivo del gruppo dei pelicosauri. Il corpo era lungo e basso, sorretto da zampe artigliate poste ai suoi lati. La coda era molto lunga mentre il cranio, contrariamente quello di altri pelicosauri, era piuttosto basso, munito di piccoli denti aguzzi. Erano presenti, inoltre, due paia di lunghi denti caniniformi particolarmente appuntiti.

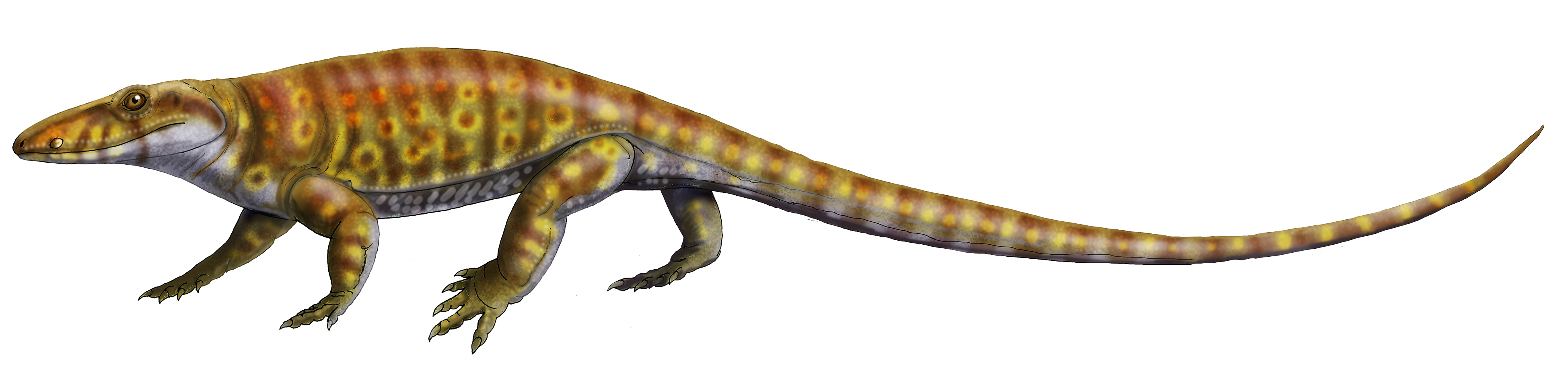
Ricostruzione di Varanosaurus

## Stile di vita
Le sue prede dovevano essere piccoli rettili e anfibi dell'epoca, e le sue abitudini dovevano essere strettamente terrestri, al contrario di quelle del contemporaneo Ophiacodon (in gran parte semiacquatico), anche se i due animali potrebbero anche essere vissuti nello stesso habitat.